# Weiher (Kirchroth)
Weiher ist ein Gemeindeteil von Kirchroth im Landkreis Straubing-Bogen in Niederbayern.
Der Weiler liegt östlich von Oberzeitldorn, südlich der Staatsstraße 2125 und nördlich des Perlbachableiters.
Nördlich der Staatsstraße liegt die Nebenkirche Johannes der Täufer, ein gelistetes Baudenkmal. Weiher war ein Teil der Gemeinde Oberzeitldorn bis zu deren Auflösung und Eingemeindung nach Kirchroth im Jahr 1978. Bei der letzten Volkszählung im Jahr 1987 wurden 23 Einwohner in sechs Wohngebäuden festgestellt.